# 諾基亞N9
諾基亞 N9（代號Lankku）是由諾基亞開發的智能手機，運行基于Linux的MeeGo "Harmattan"系統上。它2011年6月發佈並在同年9月正式開賣，這是Nokia第一部亦是唯一一部配備MeeGo的裝置。在Nokia World 2011發佈會中發佈白色前，分別有黑、粉藍及粉紅色。儘管生產數量有限，N9獲得廣泛好評，有人將其描述為諾基亞至今最出色的手機。它的軟件和硬件都受到好評，包括MeeGo操作系统，無按鍵“滑動”用戶界面和高級功能。

## 背景
諾基亞N900的後繼型號，內部稱為N9-00，計劃於2010年尾發佈。大約在N900推出一年後，在2010年8月洩露了原型圖片，展現了機身設計和4排鍵盤。一位在諾基亞裝置部門工作的軟件工程師引用了Qt公開bug追踪器中的N9-00（產品編號），一個開放應用程式開發框架用於MeeGo中。後來稱為N950。但這個設計隨後研究代號為Lankku的N9-01取代，N9-01是款沒有鍵盤的新款設計。諾基亞N9於2011年6月21日在新加坡的諾基亞發佈會（Nokia Connection event）發表。當時，該電話預定在2011年9月向外開售。買家可在諾基亞網上商店網頁以電子郵件獲得N9在其國家/地區的可用性通知。但因諾基亞於2011年6月30日在許多國家（包括波蘭，德國，荷蘭，法國，意大利，西班牙，英國和美國在內）關閉了網上商店，因此這些國家/地區的可用性將由零售商和運營商決定。
N9是在諾基亞與微軟合作將Windows Phone 7取代Symbian系統後的僅僅四個月後發佈的。當時諾基亞的旗艦電話是運行Symbian^3的N8。諾基亞首席執行官斯蒂芬．埃洛普（ Stephen Elop）說，N9將成為該公司第一款也是最後一款採用MeeGo系統的手機，這點MeeGo的支持者早在N9發佈前已知道是因微軟的交易而造成的。他們以請願書“我們希望諾基亞保留MeeGo”中作出回應。因Linux MeeGo是Linux Maemo的延續，令事件變得更加嚴重，Linux Maemo是為諾基亞和英特爾成為聯盟而成立的，該聯盟是為了這個的合作而成的。儘管聯盟取得成功，但被打破，令MeeGo被決定取消。英特爾正式為止表示深感遺憾。
埃洛普重申，即使N9成功，該公司也不會繼續研發MeeGo系統，它們僅專注於未來的Lumia系列。 在N9的極受歡迎和Lumia系列產品銷售普遍疲軟之下，埃洛普因此遭到批評，這一舉動已被大眾認為是導致該公司在智能手機市場死亡的原因之一。

### 銷售
2011年8月，諾基亞宣布N9將不會在美國發佈。其他報告亦指出，該手機將不會在日本，加拿大和德國等其他市場上銷售。 諾基亞在2011年9月最後一周的官方博客上發佈了N9正式開售的消息。初始零售價約為480歐元（16GiB）和560歐元（64GiB）（不包括稅或補貼）。在德國，從瑞士進口的手機可從亞馬遜和德國數碼港有限公司的網站買得。2012年1月，它們也在Saturn Media Markt中的大型連鎖店推出。2012年2月，N9在意大利諾基亞網站上出現，這應該是諾基亞在意大利市場正式發表諾基亞標誌的第一次。 
2012年1月的價格取決於內部存儲大小而定，介於500歐元和630歐元之間。

## 硬件

### 處理器與記憶體
諾基亞N9採用德州儀器（Texas Instruments）OMAP 3630，它是個系統單晶片的45納米CMOS晶片。它包括三個處理器單位：運行操作系统和應用程序的1 GHz ARM Cortex A8 CPU，支援OpenGL ES 2.0並能夠處理每秒多達1400萬個多邊形的Imagination Technologies PowerVR SGX530 GPU和一個430 MHz TI TMS320C64x數字信號處理器，為相機進行圖像處理，用於電話和數據傳輸的音頻處理。 該系統還具有1 GiB的低功耗單通道RAM（Mobile DDR）。 Compcache使用這部分內存作為壓縮的快速交換。 那時，它是諾基亞創造的最強大的手機。

## 連接
N9可通過多種連接選項使用多種設備：通過藍牙的外部鍵盤，通過NFC的無線耳機，通過NFC的無線揚聲器等等。

## 系統軟件

### MeeGo 1.2 Harmattan
最高可以升级至PR1.3版本

## 接待
配置
- 觸摸屏：電容屏，多點觸控
- 主屏材質：AMOLED
- 主屏分辨率：480×854像素
- 主屏色彩：1600萬色

## 外部連結
1. 1 2   (specifications), Europe: Nokia,   [21 June 2011], （原始内容存档于2012-05-11）
2. ↑  Joire, Myriam. . Engadget. AOL. 22 October 2011  [28 October 2011]. （原始内容存档于2015-12-22）.
3. ↑  Core PICS Values （页面存档备份，存于）. Bluetooth.org. Retrieved on 2013-07-14.
4. ↑  Halliday, Josh; Arthur, Charles. . the Guardian. 28 September 2011  [3 April 2018]. （原始内容存档于2018-04-04）.
5. ↑  . theverge.com.   [3 April 2018]. （原始内容存档于2018-04-04）.
6. ↑  . Ars Technica. Condé Nast Digital.   [26 June 2011]. （原始内容存档于2011-09-03）.
7. ↑  . Ars Technica. Condé Nast Digital.   [26 June 2011]. （原始内容存档于2012-05-05）.
8. ↑  . Conversations. Nokia.   [22 June 2011]. （原始内容存档于2011年6月24日）.
9. ↑  Buckley, Sean. . Engadget. AOL. 22 June 2011  [23 January 2012]. （原始内容存档于2018-04-29）.
10. ↑  . N9. Europe: Nokia.   [3 July 2011]. （原始内容存档于2012-05-16）.
11. ↑  . Engadget. AOL.   [8 July 2011]. （原始内容存档于2018-04-29）.
12. ↑  Westaway, Luke. . CNET. CBS Interactive. 8 October 2011  [10 August 2011]. （原始内容存档于2011-10-06）.
13. ↑   [Nokia: MeeGo Smartphone N9 does not come to Germany]. Germany: heise online. 11 August 2011  [10 April 2012]. （原始内容存档于2013-07-26） （德语）.
14. ↑  .   [2018-04-28]. （原始内容存档于2018-04-29）.
15. ↑  .   [2018-04-28]. （原始内容存档于2018-08-09）.
16. ↑  . blog.gsmarena.com.   [3 April 2018]. （原始内容存档于2015-07-01）.
17. ↑  Gilbert, David. . trustedreviews.com. Time Inc. UK. 2016-06-22  [2016-12-31]. （原始内容存档于2016-06-17）.
18. ↑  . wordpress.com. 12 May 2012  [3 April 2018]. （原始内容存档于2018-04-04）.
19. ↑  Murph, Darren. . Engadget. AOL. 9 August 2011  [6 August 2012]. （原始内容存档于2018-04-29）.
20. ↑  . N9. Europe: Nokia.   [3 July 2011]. （原始内容存档于2012-05-16）.
21. ↑  Westaway, Luke. . CNET. CBS Interactive. 8 October 2011  [10 August 2011]. （原始内容存档于2011-10-06）.
22. ↑   [Nokia: MeeGo Smartphone N9 does not come to Germany]. Germany: heise online. 11 August 2011  [10 April 2012]. （原始内容存档于2013-07-26） （德语）.
23. ↑  Molen, Brad. . Engadget. AOL. 11 August 2011  [6 August 2012]. （原始内容存档于2018-04-29）.
24. ↑  . The Nokia Blog. 9 August 2011  [2018-04-28]. （原始内容存档于2012-01-20）.
25. ↑  . The Nokia Blog. 10 August 2011  [2018-04-28]. （原始内容存档于2011-12-22）.
26. ↑  , , Nokia,   [2011-09-27], （原始内容存档于2011-09-29）
27. ↑   [Nokia N9: Saturn selling the MeeGo Mobile]. Netzwelt.de. 5 February 2012  [2018-04-28]. （原始内容存档于2016-03-04） （德语）.
28. ↑  . cloudsmagazine.com. 2011  [10 April 2012]. （原始内容存档于2018-04-29）.